# 2021 CK46
2021 CK46 est un objet transneptunien en résonance 2:7 avec Neptune, il a été découvert en 2021, mais a pu être localisé sur des photos remontant à 2013.

## Caractéristiques
2021 CK46 a un diamètre estimé à environ 234 kilomètres.